# Albright Visitor Center
Pour les articles homonymes, voir Albright.
L'Albright Visitor Center est un office de tourisme américain à Mammoth, dans le comté de Park, dans le Wyoming. Protégé au sein du parc national de Yellowstone, il est géré par le National Park Service.
Construit en 1909, le bâtiment qui l'abrite était autrefois appelé Bachelor Officers' Quarters. C'est une propriété contributrice à deux districts historiques : le district historique de Mammoth Hot Springs depuis le 20 mars 2002 et le fort Yellowstone depuis le 31 juillet 2003.